# ديفيد جونز (مدرب كرة قدم)
دايفيد جونز (بالإنجليزية: David Jones)‏ (و. 1910  م) هو مدرب كرة قدم، ولاعب كرة قدم ويلزي، ولد في ويلز.